# Hilajra
Hilajra, lub Hiláeira co znaczy Łagodnie Błyszcząca – w mitologii greckiej córka Leukipposa i Filodike, kapłanka Artemidy. Wraz z siostrą Fojbe, znane jako Leukippidy porwane przez Dioskurów. Hilajra, wcześniej zaręczona z Lynkeusem, poślubiła Kastora i urodziła Anogona (zw. Anaksisem lub Anaksjasem).